# Homer at the Bat
«Homer at the Bat» (с англ. — «Гомер с битой») — семнадцатый эпизод третьего сезона мультсериала «Симпсоны», премьера которого состоялась 20 февраля 1992 года.

## Сюжет
В Спрингфилде начался бейсбольный сезон, но работники Спрингфилдской АЭС не горят желанием принять в нём участие. Однако Гомер уверяет, что у него есть «секретное оружие», поэтому его коллеги записываются. Именно благодаря «Чудо-бите» Гомера, команда выигрывает все подряд матчи.
Тем временем мистер Бёрнс поспорил с начальником Шельбивильской атомной станции Аристотелем Амадополисом, о том чья команда выиграет. В качестве вознаграждения победивший в споре получит миллион долларов. Чтобы выиграть, Бернс решает скомпоновать команду из известных игроков. Он выбирает несколько кандидатур, но оказывается, что все они уже отошли от бейсбола. Поэтому он поручает Смитерсу найти первоклассных игроков, тот приглашает девять известных спортсменов (реальных игроков Главной лиги бейсбола). Бернс нанимает их на номинальные работы на фабрике, и новая команда начинает тренироваться. Во время одной из тренировок «Чудо-бита» была уничтожена.
Однако за день до игры их всех подкашивают болезни и неудачи:
- Стив Сакс был арестован по подозрению во всех нераскрытых преступлениях Нью-Йорка.
- Майк Скошиа попал в больницу из-за серьёзного радиооблучения.
- Кен Гриффи выпил слишком много «Тоника для успокоения нервов» и заболел гигантизмом.
- Хосе Кансеко спасал вещи из горящего дома. Он должен был бы остановиться когда спас собаку, но не смог не обращать внимания на просьбы хозяйки вынести всё остальное.
- Уэйд Богс спорил с Барни о лучшем премьер-министре Англии, и тот его вырубил.
- Оззи Смит исчез в «Загадочном месте» Спрингфилда.
- Роджер Клеменс после неудачного сеанса гипноза начал думать, что он цыплёнок.
- Дона Матингли выгнал мистер Бёрнс из-за его растительности на лице.
- Единственным действующим игроком остался Дэррил Строберри.

В результате на поле выходит непрофессиональная команда Спрингфилда из простых работников. Однако, когда до конца осталось совсем немного, а счёт равный, мистер Бёрнс заменяет Строберри на Гомера. Первый же удар попадает в голову Гомера, тот падает без сознания, а команда Спрингфилдской АЭС выигрывает.

## Культурные отсылки
- Эпизод имеет несколько отсылок к фильму «Самородок».